# Prochelator angolensis
Prochelator angolensis is een pissebed uit de familie Desmosomatidae. De wetenschappelijke naam van de soort is voor het eerst geldig gepubliceerd in 2005 door Nils Brenke, Brix & Knusche.